# Plateau d'Hauteville
Plateau d'Hauteville és un municipi francès situat al departament de l'Ain i a la regió d'Alvèrnia-Roine-Alps. Es crea l'1 de gener de 2019, amb l'estatus de municipi nou, a partir de la fusió de Cormaranche-en-Bugey, Hauteville-Lompnes, Hostiaz i Thézillieu, que esdevenen municipis delegats.